# Зиверхи
Зиверхи, Зирх, Зие (чечен. Зуьрх) — бывший аул в Веденском районе Чеченской республики.

## География
Расположен на берегу реки Хулхулау у подножья горы Заргайлам, к югу от районного центра Ведено.
Ближайшие населённые пункты: на севере — село Харчой.

## История
Зиверхи — основано в 1750—1760-е годы выходцем из чеченского тайпа ригахой по имени Зиверха.
Согласно преданию, которое записал И. Попов Зиверхи относится к Чеберлоевской фамилии а жители его — являются выходцами из аула Ригахой, Аргунского округа. Также предание сообщает, о том что название аула происходить от имени человека которого звали Дзиверха, который поселился на месте этом кутаном, для пастьбы баранты; временем к нему присоединялись другие, вследствие чего образовался небольшой аул, на западном склоне горы, близ границы с Аргунским округом.
Водою жители довольствовались из родников. Аул существует, по преданию жителей аула, более ста лет.